# Estação Ottaviano―San Pietro
Ottaviano/San Pietro é uma estação da Linha A do Metro de Roma.
A estação está situada na junção das vias Giulio Cesare, Ottaviano e Barletta, em Prati.
Desde 2006, a estação tem sido o local de escavações arqueológicas em preparação para a construção da Linha C. Ela vai formar uma estação de intercâmbio entre as linhas A e C.